# Loboptera cavernicola
Loboptera cavernicola es una especie de cucaracha del género Loboptera, familia Ectobiidae.

## Distribución
Esta especie se encuentra en España.